# Chrysolina silvanae
Chrysolina silvanae é uma espécie de artrópode pertencente à família Chrysomelidae.